# Lorenzo Campeggi
Lorenzo Campeggi (Milà, 7 de novembre de 1474 † Roma, 19 de juliol de 1539) va ser un cardenal, arquebisbe i diplomàtic italià.
Primer de cinc germans, el 1500 va obtenir el Bolonya un doctorat en dret canònic i es va casar amb Francesca Guastavillani i civils, que li va donar cinc fills. Vidu el 1509, Campeggi va començar la carrera eclesiàstica sota el patrocini del Papa Juli II.
Els dos van ser assignats abans a les missions diplomàtiques contra el Concili de Pisa, primer per l'emperador Maximilià I, qui li va donar el 'bisbat de Feltre de 1512 a 1520, l'altre en el duc de Milà. El 1513 va tornar a Alemanya en un intent de formar una lliga contra els turcs. El 1517 el Papa Lleó X el va fer cardenal i Maximilià més tard el va nomenar cardenal protector del Sacre Imperi Romanogermànic. El 3 de març de 1518 va ser enviat a Anglaterra per a representar el papat durant la promulgació del Tractat de Londres. El 22 de gener de 1523 va ser nomenat cardenal protector d'Anglaterra.
Va participar en el Conclave de 1534 on s'escull el nou Papa Pau III.
Va morir el 19 de juliol de 1539 a l'edat de 67 anys.